# Lipotaxia rubicunda
Lipotaxia rubicunda là một loài bướm đêm trong họ Geometridae.